# Axel Tauvon
Axel Vincent Tauvon, född den 22 januari 1852 i Stockholm, död där den 24 januari 1912, var en svensk militär.
Tauvon blev underlöjtnant vid Andra livgardet 1872, löjtnant där 1875, kapten där 1887, major där 1896, överstelöjtnant där 1898 samt överste och chef för Jämtlands fältjägarregemente 1904. Han  blev riddare av Svärdsorden 1894 kommendör av andra klassen av samma orden 1906 och kommendör av första klassen 1911.
Axel Tauvon var son till Israel Tauvon, departementschef i Generaltullstyrelsen, och Edla Bergenstråhle. Han vilar på Solna kyrkogård.